# Ditrysinia fruticosa
Ditrysinia fruticosa là một loài thực vật có hoa trong họ Đại kích. Loài này được (Bartram) Govaerts & Frodin mô tả khoa học đầu tiên năm 2000.